# اضطراب التعلق المحظور
يُعرَّف اضطراب التعلق المحظور (بالإنجليزية: Disinhibited attachment disorder)‏ وفقاً للتصنيف الدولي للأمراض (المراجعة العاشرة للتصنيف الدولي للأمراض) بأنه:
«نمط محدد من التفاعل الاجتماعي غير الطبيعي ينشأ خلال الخمس سنوات الأولى من الحياة ويميل إلى الاستمرار رغم التغيرات الواضحة في الظروف البيئية، مثل السلوك الغير انتقائي والمتفرع وعدم التمايز في الربط العاطفي، والسلوك الساعي للانتباه والودية غير المحددة، والتفاعلات غير المنضبطة مع الأقران؛ وتعتمد وجود الاضطراب العاطفي أو السلوكي المصاحب على الظروف. ويمكن أن يشمل ذلك مشكلات في التحكم في المشاعر والسلوك، وقد يترتب على ذلك مشاكل في العلاقات والتفاعلات الاجتماعية فيما بعد في الحياة». (F94.1) المراجعة العاشرة للتصنيف الدولي للأمراض.
اضطراب التعلق المحظور هو نوع فرعي من التصنيف الدولي للأمراض (المراجعة العاشرة) (F94) «اضطرابات وظائف الاجتماعية ذات بداية محددة للطفولة والمراهقة». النوع الفرعي الآخر من (F94) هو اضطراب التعلق التفاعلي للطفولة (اضطراب التعلق التفاعليF94.1). اضطراب مماثل هو متلازمة مؤسسية.
ضمن المراجعة العاشرة للتصنيف الدولي للأمراض، يُستبعد اضطراب التعلق المحظور على وجه التحديد متلازمة أسبرجر (F84.5)، والاستشفاء [الإنجليزية] عند الأطفال (F43.2)، واضطراب نقص الانتباه وفرط النشاط (F90).

## مقارنة مع الإصدار الرابع من الدليل التشخيصي والإحصائي
يميز الدليل التشخيصي والإحصائي للاضطرابات النفسية فئتين من اضطراب التعلق التفاعلي: نوع فرعي مثبط ونوع فرعي غير مثبط (في الدليل التشخيصي والإحصائي للاضطرابات النفسية، أدرج إدراجه كـ 313.89 تحت تشخيص الرضع). تصف المراجعة العاشرة للتصنيف الدولي للأمراض النوعية السابقة، وهي النوعية التي تتميز بالانعزال العاطفي، باسم اضطراب التعلق التفاعلي (RAD)، والنوعية الأخرى باسم اضطراب التعلق المحظور (DAD)، وفقًا لدراسة زياناه وآخرين (2004).
بشكل عام، أنشئت معايير الدليل التشخيصي والإحصائي للاضطرابات النفسية لنوعية اضطراب التعلق التفاعلي المثبط باستخدام دراسات أجريت على الأطفال الذين تعرضوا لسوء المعاملة أو الإساءة. وتستند معايير الدليل التشخيصي والإحصائي للاضطرابات النفسية لنوعية اضطراب التعلق المحظور إلى الأبحاث التي أجريت على الأطفال الذين نشأوا في مؤسسات (زياناه، 1996). ويعود ذلك بشكل كبير إلى حقيقة أن نوعية اضطراب التعلق التفاعلي المثبط أكثر شيوعًا في الأطفال الذين يتعرضون لسوء المعاملة، في حين تكثر نوعية اضطراب التعلق التفاعلي في الأطفال الذين نشأوا في مؤسسات (زياناه، 2000).

## الدراسات
في دراسة أجراها زياناه (زياناه وآخرون، 2004) حول اضطراب التعلق التفاعلي لدى الأطفال الرضَّع الذين تعرضوا للإساءة، حددّت معايير اضطراب التعلق التفاعلي ذو النوعية غير المثبط في الدليل التشخيصي والإحصائي للاضطرابات النفسية (أي اضطراب التعلق المحظور).
1. عدم وجود شخص مرافق مميّز ومفضل،
2. عدم العودة للتحقق بعد الابتعاد عن الراعي،
3. عدم وجود تردد في التعامل مع البالغين غير المألوفين.
4. الاستعداد للانطلاق مع غرباء نسبيًا.

للمقارنة، فإن معايير الدليل التشخيصي والإحصائي للاضطرابات النفسية المثبطة لاضطراب التعلق التفاعلي المثبط هي:
1. عدم وجود شخص بالغ مفضل ومميّز،
2. عدم السعي للراحة في حالة الضيق
3. عدم الاستجابة للراحة حين يحين وقتها،
4. الافتقار إلى المعاملة بالمثل الاجتماعية والعاطفية، و
5. صعوبات تنظيم العاطفة.

وجد المؤلفون أن هذين الاضطرابين ليسا مستقلين تمامًا ؛ قد تظهر على عدد قليل من الأطفال أعراض كلا النوعين من الاضطراب.

## مقالات ذات صلة
- اضطراب التعلق
- اضطراب التعلق التفاعلي